# 三条通

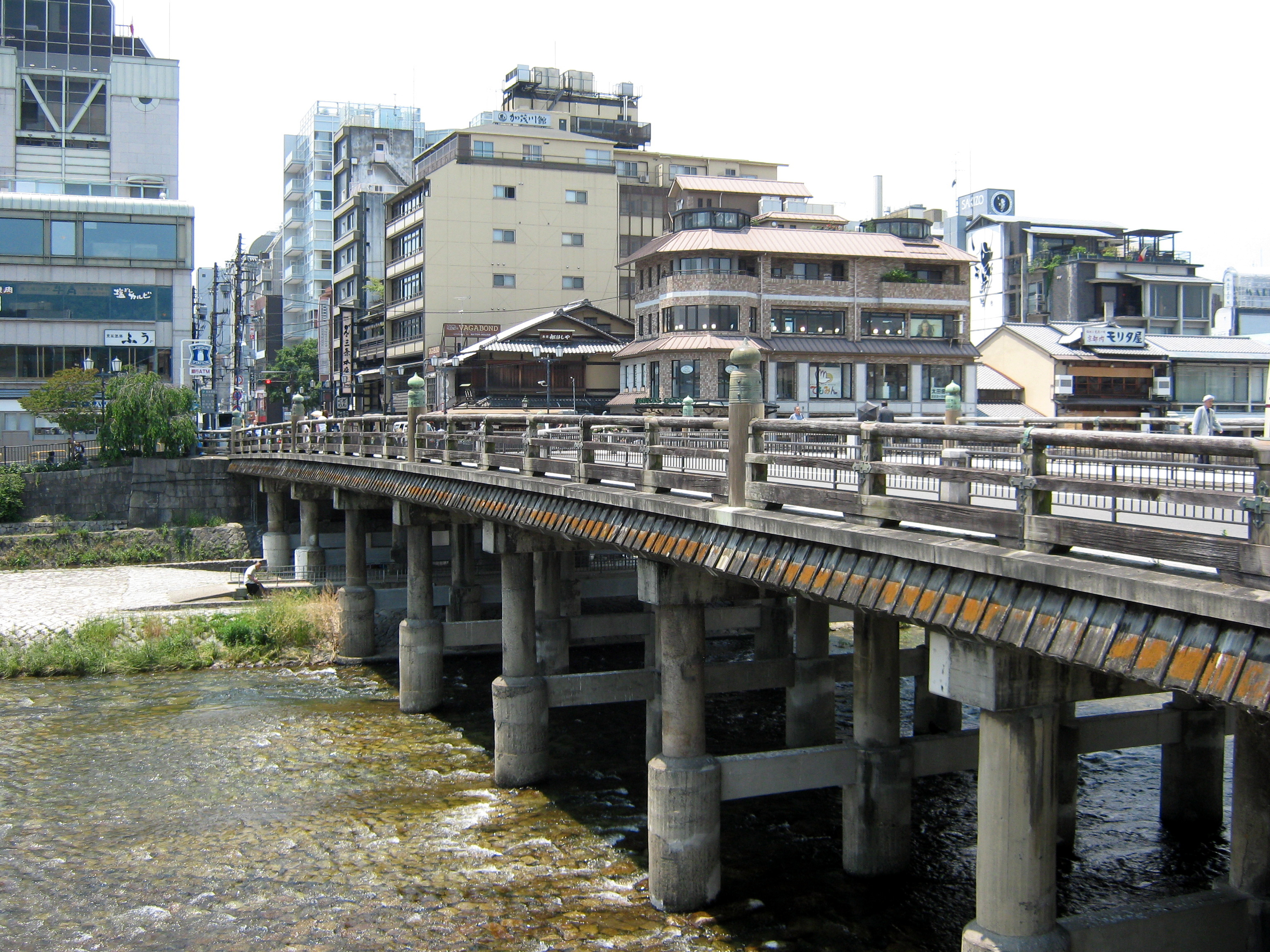
三条大橋

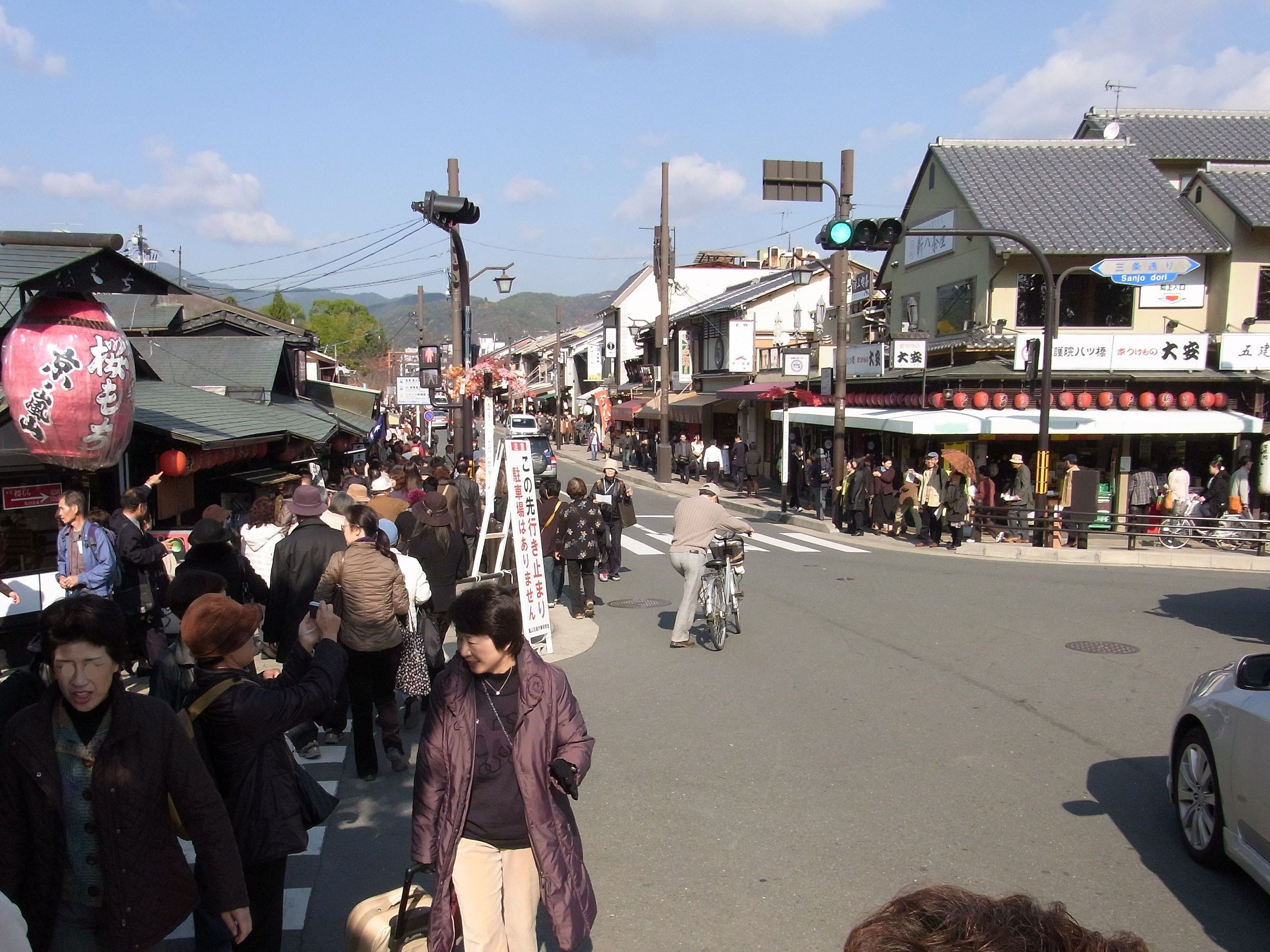
嵯峨嵐山 三条通（2009年11月26日撮影）

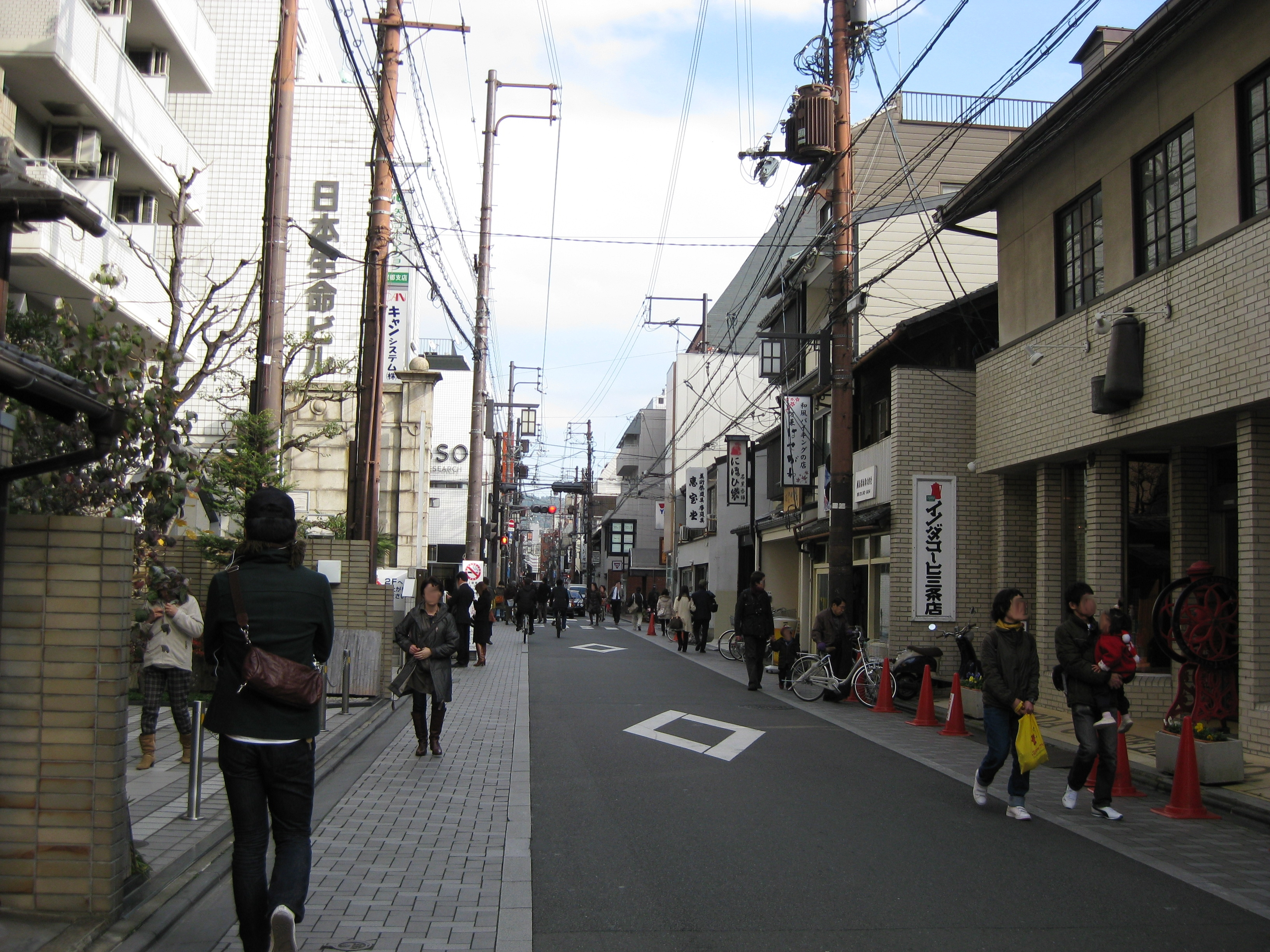
京都市街中心部の様子 - 堺町通との交差点付近

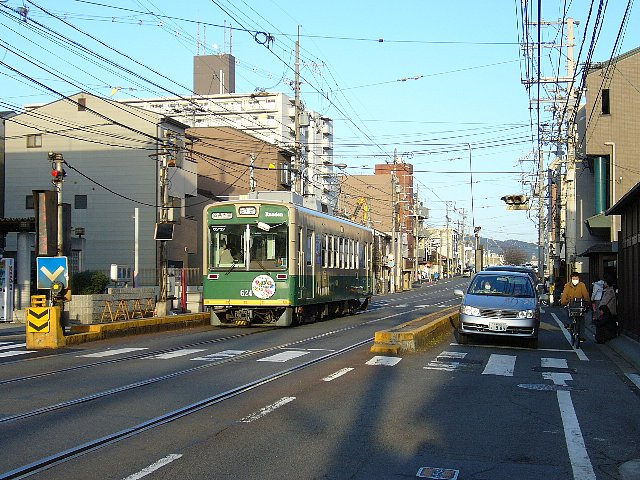
併用軌道上を走る京福電気鉄道（嵐電） - 山ノ内駅付近

三条通（さんじょうどおり）は、京都府京都市の主要な東西の通りの一つ。
平安京の三条大路に相当する。また、鴨川に架かる三条大橋が東海道五十三次の終点だった。

## 概要
東は山科区四ノ宮から西は右京区の嵐山（渡月橋）に至る。東海道の京の出入口の部分は「京の七口」の一つの「粟田口」と呼ばれ、近くにある粟田神社は「旅立ちの神」として信仰された。
山科区内では、東海道の旧道と、現在は京都府道143号四ノ宮四ツ塚線になっている旧国道1号のどちらも三条通と呼ばれる（東海道の旧道の方は、旧三条通といわれることも多い）。両者は日ノ岡峠の山科区側で合流し、蹴上のすぐ西で再び分離して古川町通付近で再度合流し、三条大橋で鴨川を渡る。東海道として延伸していた部分は、山科区内を中心に三条街道とも呼ばれている。三条街道は、山科盆地東端の京都府（山城国）・滋賀県（近江国）の府県（国）境付近の髭茶屋追分にて、伏見宿方面からの大津街道を合し、大津宿に通じる。
河原町通から寺町通にかけては三条名店街商店街のアーケードの商店街。寺町通から烏丸通にかけては一方通行の狭い道路だが、明治時代はメインストリートだったので、旧日本銀行京都支店（現在は京都文化博物館の別館）や中京郵便局などの近代建築が多い。郡区町村編制法により上京区・下京区が置かれたとき、この三条通を境として北が上京区、南が下京区とされた。烏丸通との交差点には、京都市道路元標が残されている。堀川通から千本通にかけては再びアーケードの三条会商店街となる。千本通から西は京都府道112号二条停車場嵐山線となり、幹線道路となる。この三条会商店街は2009年3月に「新・がんばる商店街77選」に選ばれた。
西は、西大路通から葛野大路通までの京福電気鉄道嵐山本線（嵐電）の併用軌道が敷設されている区間を越えると北西に進み、旧二条通（太子道）と合流すると再び西に向かい、太秦（広隆寺前）、帷子ノ辻を経て、桂川左岸で罧原通と合流し嵐山（渡月橋）に至る。嵐山付近は観光シーズンには慢性的な渋滞が生じている。
現在は、三条大橋東詰から烏丸通までが路上喫煙等禁止区域である。

## 路面電車
明治の初期からメインストリートだったために市街地での拡幅は限られたが、東と西の郊外では主要幹線として拡幅され、路面電車が敷設された。
- 東側は、京阪京津線が三条大橋（駅の位置は多少変化している）から蹴上までと、日ノ岡の西方から御陵までそれぞれ併用軌道が敷設されていたが、この区間は1997年の京都市営地下鉄東西線の開業に伴い廃止されている。
- 西側は、西大路通から葛野大路通までの区間を、嵐電（らんでん、京福電気鉄道嵐山本線）の併用軌道が敷設されている。

上記の路線は前者が京阪だが後者の嵐電は京阪ホールディングスの子会社で京阪グループである。

## 沿道の主な施設
- 三井ガーデンホテル京都三条プレミア
- 京都薬科大学 - 五条別れ
- 琵琶湖疏水 蹴上インクライン跡 - 蹴上
- 京都市上下水道局蹴上浄水場 - 同上
- ウェスティン都ホテル京都 - 同上
- 南禅寺 - 同上
- 青蓮院 - 神宮道下ル
- 要法寺 - 東大路通西入上ル
- 檀王法林寺 - 三条京阪
- 高山彦九郎皇居望拝像 - 三条京阪
- 三条大橋 - 鴨川
- 瑞泉寺 - 木屋町通下る

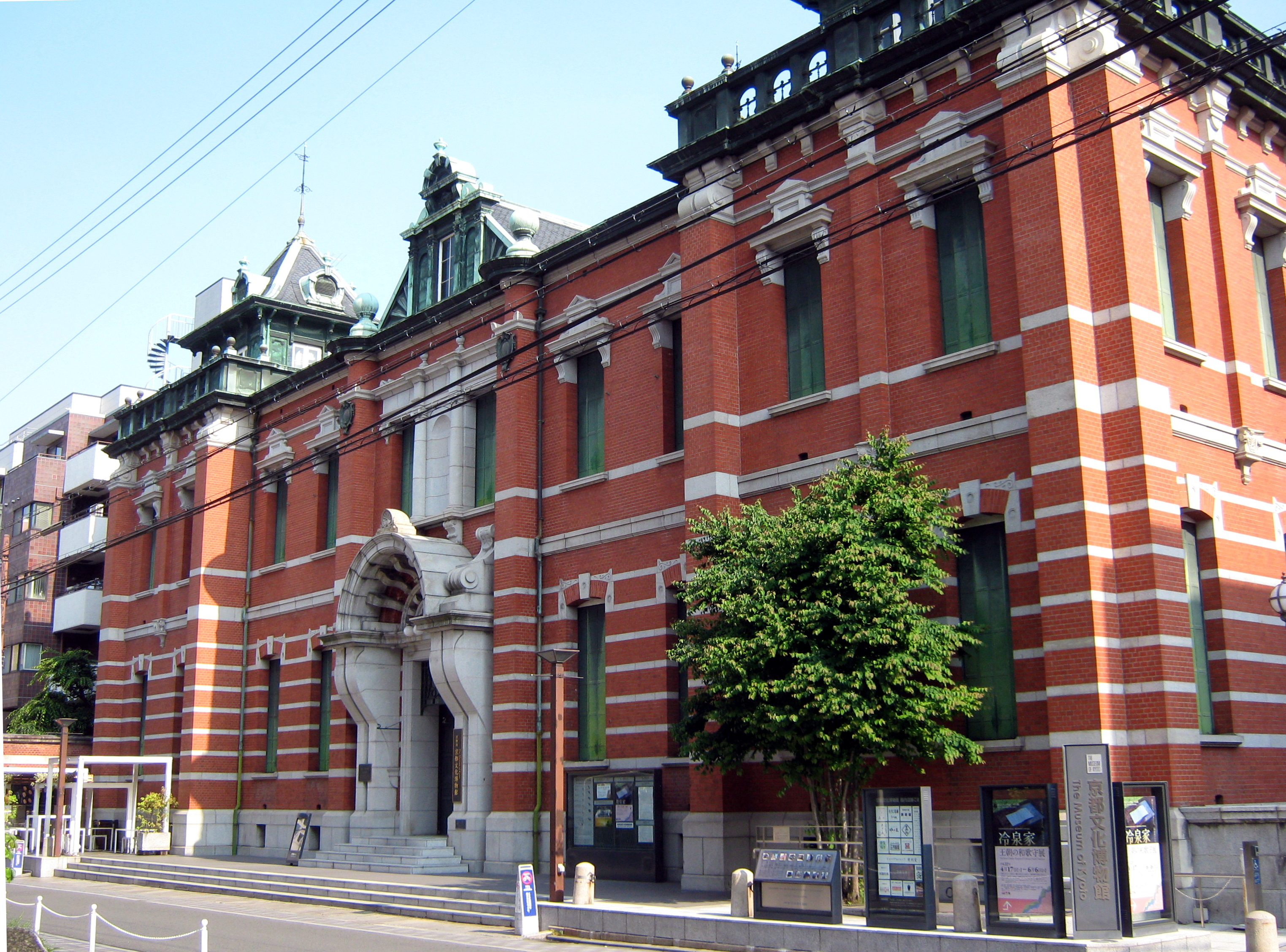
京都文化博物館別館

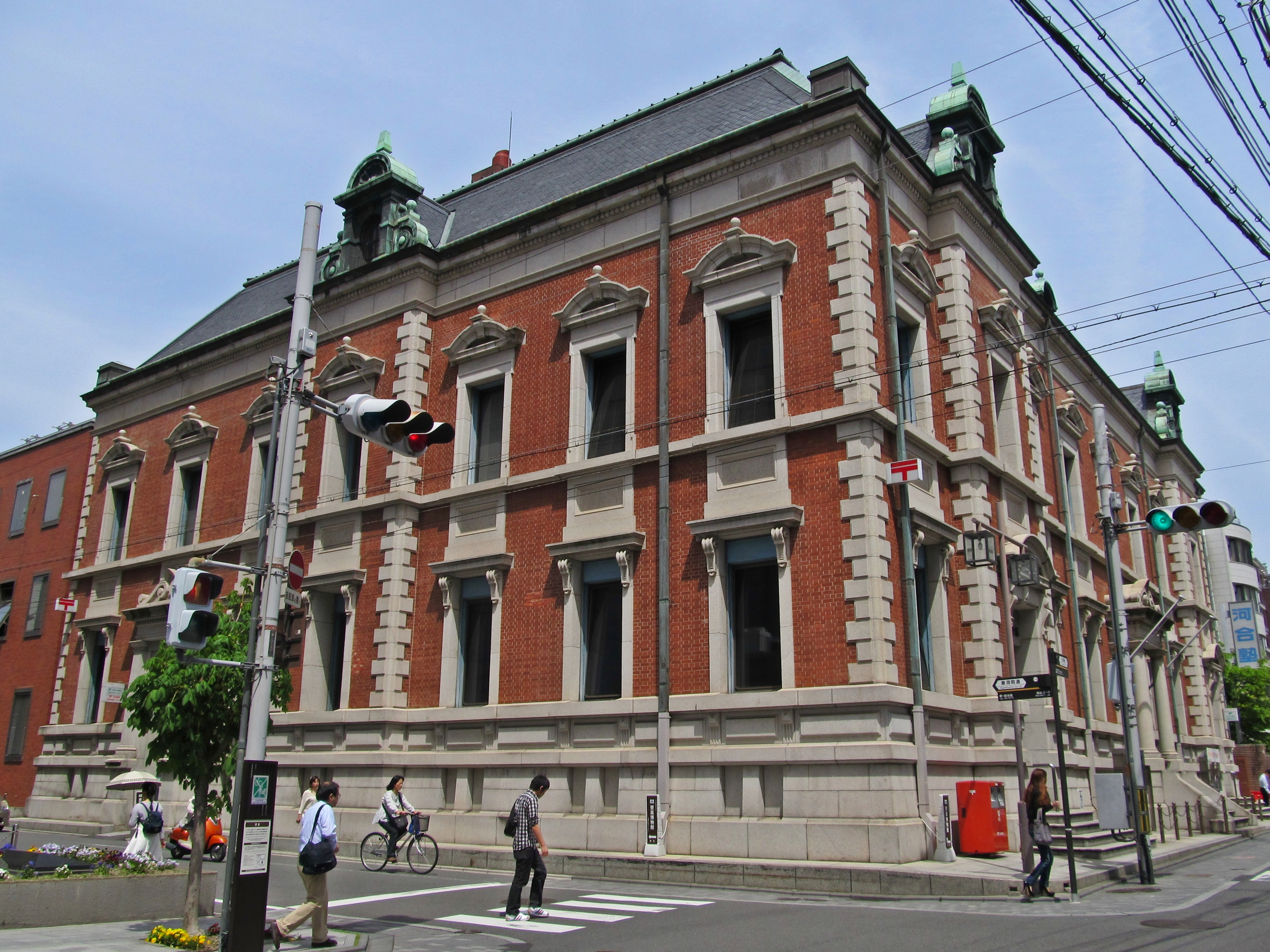
中京郵便局（現在信号機は撤去）

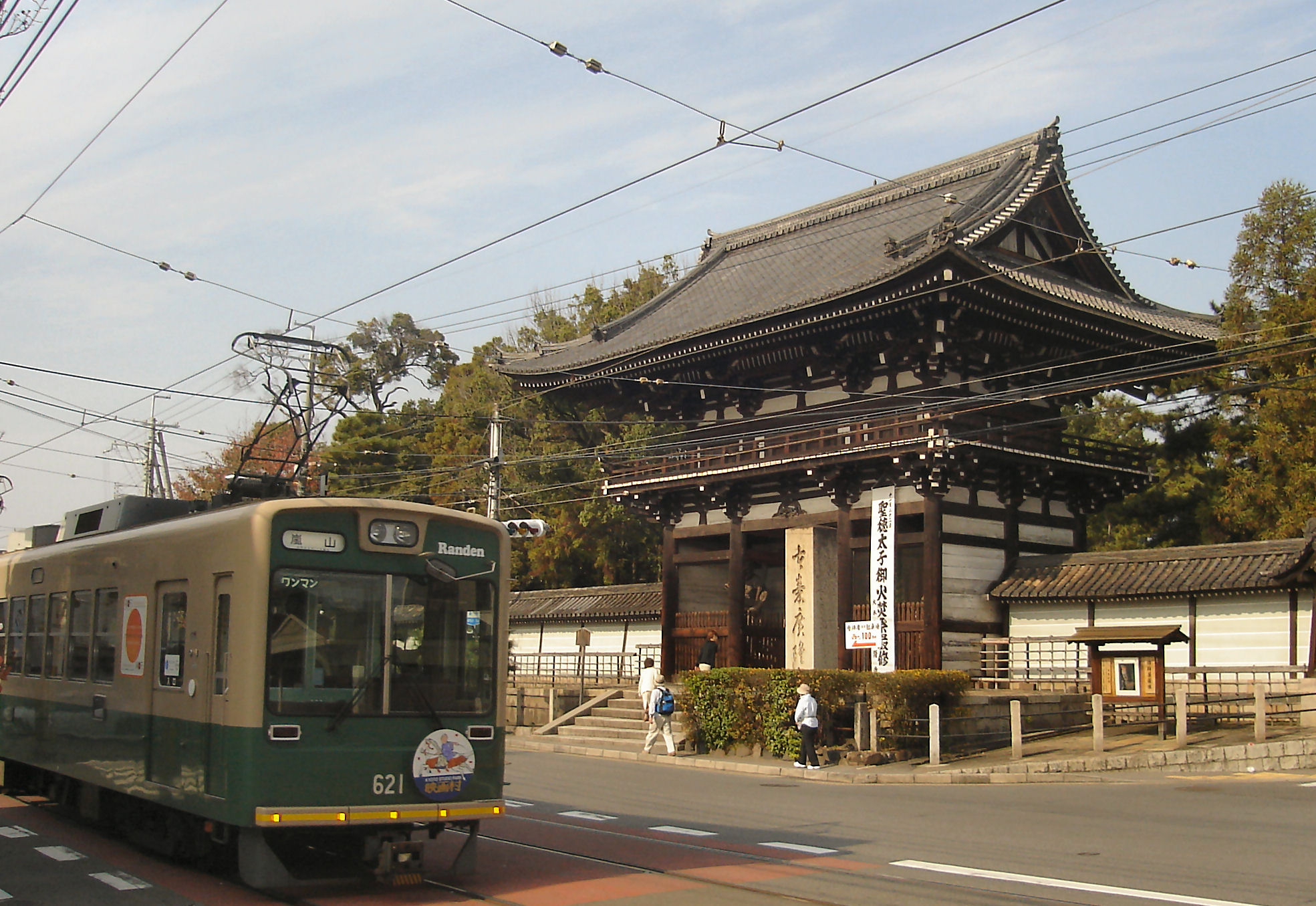
広隆寺楼門と嵐電

- 三条名店街 - アーケード区間は河原町通・寺町通間
- アートコンプレックス1928（「ギア-GEAR-」特設劇場ほか） - 御幸町通南東角
- 京都文化博物館別館（旧・日本銀行京都支店） - 高倉通北西角
- 中京郵便局 - 東洞院通北東角
- NTT西日本京都支店 - 東洞院通北西角
- みずほ銀行京都中央支店（旧・第一銀行京都支店） - 烏丸通南西角
- 三条会商店街 - 堀川通から千本通
- 立命館大学 朱雀キャンパス（中川会館） - 千本通北西角
- 島津製作所本社 - 西大路通
- 京都市右京区役所 - 三条御池もしくは天神川三条
- 東映太秦映画村 - 太秦
- 広隆寺 - 同上
- 右京警察署 - 同上
- 車折神社 - 嵯峨
- 京都バス嵐山営業所 - 同上
- 京都嵯峨芸術大学 - 同上
- 京都西郵便局
- 嵐山

鉄道・軌道の駅
- 西日本旅客鉄道（JR西日本）東海道本線：山科
- 京都市営地下鉄東西線：山科 - 御陵 - 蹴上 - 東山 - 三条京阪 - 太秦天神川
- 京阪電気鉄道京津線：四宮 - 京阪山科 - 御陵
- 京阪電気鉄道京阪本線・鴨東線：三条
- 京福電気鉄道嵐山本線：西大路三条 - 山ノ内 - 嵐電天神川 - 蚕ノ社 - 太秦広隆寺 - 帷子ノ辻

## 交差する道路
- 上側が東側、下側が南側。左側が北側、右側が南側。
- 交差する道路の特記がないものは市道。

| 交差する道路                                     | 交差する道路                                | 交差する場所 | 交差する場所 | 路線番号  |
| ------------------------------------------------ | ------------------------------------------- | ------------ | ------------ | --------- |
| 国道161号（西大津BP） 敦賀方面・国道1号 大津方面 |                                             |              |              |           |
| -                                                | 国道1号（五条バイパス）                     | 山科区       | 横木2丁目    | 府道143号 |
| <旧三条通>                                       |                                             | 山科区       |              | 府道143号 |
| -                                                | 名神高速道路                                | 山科区       | 京都東IC     | 府道143号 |
| 山科駅前方面                                     | ［外環状線>                                 | 山科区       | 外環三条     | 府道143号 |
|                                                  | 府道117号小野山科停車場線 ［醍醐街道>       | 山科区       |              | 府道143号 |
| <旧三条通］                                      |                                             | 山科区       |              | 府道143号 |
| 東海道本線（琵琶湖線）                           |                                             | 山科区       |              | 府道143号 |
|                                                  | 市道185号勧修寺日ノ岡線 ［大石道>           | 山科区       | 日ノ岡       | 府道143号 |
| <東山ドライブウェイ］                            | -                                           | 山科区       |              | 府道143号 |
| 市道182号蹴上高野線 <仁王門通］                  | -                                           | 東山区       | 蹴上         | 府道143号 |
| <神宮道>                                         | <神宮道>                                    | 東山区       | 三条神宮道   | 府道143号 |
| <古川町通>                                       | <古川町通>車両通行止め                      | 東山区       |              | 府道143号 |
| 市道181号京都環状線 <東大路通>                   | 府道143号四ノ宮四ツ塚線 <東大路通> 祇園方面 | 東山区       | 東山三条     | 府道143号 |
| 市道181号京都環状線 <東大路通>                   | 府道143号四ノ宮四ツ塚線 <東大路通> 祇園方面 | 東山区       | 東山三条     | 府道37号  |
| <新柳馬場通>                                     | <花見小路通>                                | 東山区       |              |           |
| 府道37号二条停車場東山三条線 <川端通>            | <川端通>                                    | 東山区       | 三条大橋     |           |
| 府道37号二条停車場東山三条線 <川端通>            | <川端通>                                    | 東山区       | 三条大橋     | -         |
| <木屋町通>                                       | <木屋町通>                                  | 中京区       | 三条木屋町   |           |
| 府道32号下鴨京都停車場線 <河原町通>              | 府道32号下鴨京都停車場線 <河原町通>         | 中京区       | 河原町三条   |           |
| 西行き一方通行                                   |                                             |              |              |           |
| 府道112号二条停車場嵐山線 <千本通］              | ［後院通> ［千本通>                         | 中京区       | 千本三条     |           |
| 府道112号二条停車場嵐山線 <千本通］              | ［後院通> ［千本通>                         | 中京区       | 千本三条     | 府道112号 |
| 山陰本線（嵯峨野線）                             |                                             | 中京区       |              |           |
| -                                                | ［七本松通>                                 | 中京区       |              |           |
| <御前通>                                         | <御前通>                                    | 中京区       | 三条御前     |           |
| 市道181号京都環状線 <西大路通>                   | 市道181号京都環状線 <西大路通>              | 中京区       | 西大路三条   |           |
| <佐井通>                                         |                                             | 中京区       |              |           |
| <西小路通>                                       | <西小路通>                                  | 中京区       | 三条西小路   |           |
| <葛野大路通>                                     | <葛野大路通>                                | 右京区       | 葛野大路三条 |           |
| 国道162号 <天神川通>                             | 国道162号 <天神川通>                        | 右京区       | 天神川三条   |           |
| <御池通］                                        |                                             | 右京区       | 三条御池     |           |
| 府道131号花園停車場広隆寺線                      | 府道132号太秦上桂線                         | 右京区       | 太秦         |           |
| 京福電気鉄道嵐山本線                             | 京福電気鉄道嵐山本線                        | 右京区       | 太秦3号踏切  |           |
| -                                                | 府道133号嵯峨野西梅津線                     | 右京区       |              |           |
| -                                                | 府道29号宇多野嵐山山田線                    | 右京区       |              |           |
| -                                                | 府道29号宇多野嵐山山田線                    | 右京区       | 府道29号     |           |
| 府道29号宇多野嵐山山田線 <清滝道］               | -                                           | 右京区       | 清滝道三条   |           |
| 府道29号宇多野嵐山山田線 <長辻通］               | 府道29号宇多野嵐山山田線 ［嵯峨街道>        | 右京区       | 渡月橋       |           |
| 府道29号宇多野嵐山山田線 <長辻通］               | 府道29号宇多野嵐山山田線 ［嵯峨街道>        | 右京区       | 渡月橋       |           |
| 府道112号二条停車場嵐山線                        |                                             |              |              |           |

## 交通量
2005年度の平日24時間交通量（台）（平成17年度道路交通センサスより）
- 山科区日ノ岡朝田町：34,576
- 右京区西院春栄町：17,432